# Futurianos
Los Futurianos (originalmente en inglés Futurians, también llamados Futuristas en algunas traducciones) fue el nombre de un influyente grupo de aficionados a la ciencia ficción de Nueva York durante la Edad de Oro de la ciencia ficción. Su importancia radica en que muchos de sus miembros se convirtieron posteriormente en importantes escritores, editores y críticos del género.

## Orígenes del grupo

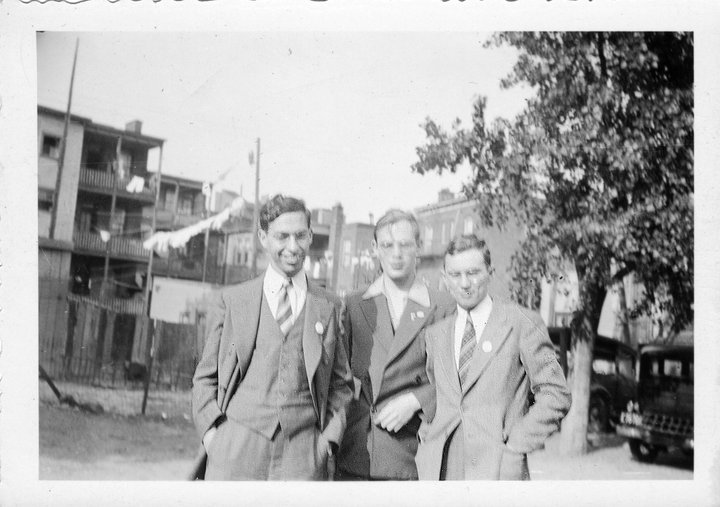
Donald A. Wollheim, Frederik Pohl y John Michel en 1938.

Según la autobiografía de Frederik Pohl The Way The Future Was (1978), Donald A. Wollheim, John Michel, Robert A. W. Lowndes y él mismo se conocieron en la Brooklyn Science Fiction League (BSFL), considerada la sección local de la "Science Fiction League" que había fundado Hugo Gernsback en 1934 para agrupar al naciente fandom. A partir de ese momento, los cuatro amigos (que se llamaban a sí mismos el "quadrumvirato") pasaron fugazmente por varios grupos como la "East New York Science Fiction League" (ENYSFL) y luego la "Independent League for Science Fiction" (ILSF) en 1935. En 1936 vino la "International Cosmos Science Club" (ICSC), en la que también participaba Will Sykora. La asociación cambió de nombre primero a "International Scientific Association" (ISA) y posteriormente a "New York Branch-International Scientific Association" (NYB-ISA). No es hasta 1937 cuando (según Pohl) el "quadrumvirato" funda los Futurianos. Por su parte, Will Sykora funda la "Queens Science Fiction League" (QSFL) junto con Sam Moskowitz y James V. Taurasi.
Esta narración de los acontecimientos diverge poco de las narraciones de otros contemporáneos. Isaac Asimov relata en sus memorias que los Futurianos nacen como escisión del "Greater New York Science Fiction Club" (liderado por Sam Moskowitz) debido a diferencias ideológicas. Otras fuentes indican que Donald A. Wollheim presionó hacia una implicación política de izquierdas del GNYSFC a lo que Moskowitz y otros se opusieron. Como resultado, Wollheim y los suyos romperían el grupo y fundarían los Futurianos en septiembre de 1938. Los aficionados que seguían a Moskowitz por su parte se reorganizarían en el Queens Science Fiction Club.
Aunque los nombres y fechas no coincidan, en lo que sí coinciden las fuentes es en que los Futurianos representaban una visión de izquierdas de la ciencia ficción al estilo de H. G. Wells. Algunos de sus miembros militaban en partidos y formaciones de izquierdas, como es el caso de Frederik Pohl o Judith Merril. Este posicionamiento político les valió el rechazo de otros aficionados que no querían verse envueltos o no compartían sus ideas. Este enfrentamiento alcanzó su punto álgido con la prohibición de la entrada a la 1.ª Worldcon de los miembros más politizados de los Futurianos (los excluidos fueron Wollheim, Pohl, Michel, Lowndes, Cyril Kornbluth y Jack Gillespie). Según cuenta Pohl en sus memorias, los Futurianos organizaron una contra-convención a las que asistieron varios de los asistentes a la Worldcon.

## La casa Futuriana
En 1939 Pohl y la también Futuriana Leslie Perri deciden casarse, y alquilar una casa en el distrito de Kensington de Brooklyn. Según cuenta Damon Knight en The Futurians invitan a otros Futurianos a mudarse allí para compartir gastos. Algunos deciden aceptar, y llaman al lugar Futurian House ("Casa Futuriana"). Posteriormente, y tras conflictos con los vecinos, se trasladan a un apartamento en Bedford Avenue, al que bautizaron Ivory Tower ("Torre de Marfil"). Y no fue la última residencia del grupo. A la Torre de Marfil siguieron la Futurian Embassy, Raven's Roost, Prime Base, Futurian Fortress,. El hecho de contar con un lugar propio favoreció un cierto ambiente bohemio (y cierto carácter legendario) entre los Futurianos: allí es donde escribían y editaban sus fanzines y revistas. También sirvió de "casa de acogida" a aficionados venidos de otros lugares, como es el caso de Damon Knight.
Judith Merril narra en su autobiografía que "cada Futuriano tenía un nombre de pluma que incluía el apellido Conway. Una buena cantidad de historias que aparecieron en revistas de ciencia ficción de la época fueron escritas por éste o aquel Conway. Muy pocas historias se publicaron usando nombres reales."
Otra característica que hacía únicos a los Futurianos entre el fandom de la época era la presencia de mujeres. Además de Leslie Perri, también pertenecieron a los Futurianos Virginia Kidd (que posteriormente se convirtió en la mujer de James Blish), y la mencionada Judith Merril.
El año 1945 marca el fin de la casa Futuriana. Conflictos domésticos terminan en una disputa legal entre Wollheim y otros miembros. El grupo se rompe, y aunque no hubo una disolución oficial, nunca volverían a reunirse.

## Influencia posterior del grupo
Muchos de los miembros del grupo perseguían hacer de su pasión por la ciencia ficción una profesión, bien como escritores o bien con otras actividades como la edición, y lo cierto es que un buen número de ellos consiguieron hacer su sueño realidad. Por ejemplo, en cierto momento de 1940, la mitad de las revistas fantásticas y pulp estaban editadas por Futurianos: Frederik Pohl editaba Astonishing Stories y Super Science Stories, Robert Lowndes hacía lo propio con Science Fiction and Future Fiction y Donald Wollheim también editaba. Estas eran revistas de pequeñas editoriales y tiradas, y muchas de ellas se surtían de contenido de otros compañeros Futurianos. Por ejemplo, Pohl editó para sus revistas algunos de los primeros cuentos vendidos por Asimov. Con el tiempo, algunos de ellos llegaron a ser reconocidos editores, como Larry T. Shaw o el propio Pohl.
Damon Knight por su parte también publicó (fundamentalmente relatos) y editó, pero su papel más destacado fue como crítico. Otros autores Futurianos reconocidos son James Blish, Judith Merril o Cyril M. Kornbluth. Isaac Asimov suele aparecer como Futuriano, pero la realidad es que a pesar de la amistad que le unía a algunos de ellos, era más un simpatizante que un miembro del grupo.

## Miembros
- Isaac Asimov
- Elise Balter (también conocida como Elsie Wollheim)
- James Blish
- Hannes Bok
- Daniel Burford
- Chester Cohen
- Rosalind Cohen (más tarde Mrs. Dirk Wylie)
- Harry Dockweiler (también conocido como Dirk Wylie)
- Jack Gillespie
- Virginia Kidd
- Damon Knight
- Cyril M. Kornbluth
- Mary Byers (también conocida como Mary Kornbluth)
- Walter Kubilius
- David Kyle
- Herman Leventman
- Robert A. W. Lowndes
- Judith Merril
- John Michel
- Frederik Pohl
- Leslie Perri, como pseudónimo de Doris "Doë" Baumgardt
- Jack Rubinson
- Arthur W. Saha
- Larry T. Shaw
- Richard Wilson
- Donald A. Wollheim